# Magyar pusztamoly
A magyar pusztamoly (Brachodes appendiculata)  a valódi lepkék (Glossata)  közé tartozó pusztamolyfélék (Brachodidae) családjának egyik, Magyarországon is honos faja.

## Elterjedése, élőhelye
Ez a délkelet-európai faj hazánkban főleg a homokos sztyeppeken fordul elő.

## Megjelenése
Első szárnya olajzöldes-barnás, középen egy vékony, hosszú sárga folttal, a hátsó szárnya sötét. A szárny fesztávolsága 16–22 mm.

## Életmódja
Hernyói fűfélék gyökérzetében, szövedékcsőben élnek, és ott is telelnek át. A lepkék nyáron, meleg időben, nappal repülnek.

## Külső hivatkozások
- Mészáros Zoltán – Szabóky Csaba: A magyarországi molylepkék gyakorlati albuma. Budapest: Agroinform. 2005.  arch Hozzáférés: 2018. április 6. (PDF)